# Sigalit Landau
Sigalit Ethel Landau (Gerusalemme, 1969) è un'artista israeliana.

## Biografia
Sigalit Ethel Landau nasce a Gerusalemme nel 1969; è la prima dei tre figli di Maya Sonntag e Simcha Landau.
Trascorre l'infanzia fra le colline che si affacciano sul deserto della Giudea e il Mar Morto, crescendo in un ambiente multiculturale e bilingue: la madre era figlia di due rifugiati viennesi e il padre era nativo della Bucovina. Fra il 1974 e il 1975 si trasferisce con la famiglia a Filadelfia e successivamente nel 1978 a Londra.
Dal 1990 al 1995 studia all'Accademia di belle arti Bezalel a Gerusalemme.
Dopo diversi anni trascorsi negli Stati Uniti, vive e lavora in Israele.

## Carriera
Landau è un’artista multidisciplinare che realizza installazioni mediante fotografie, sculture e video.
Molte delle sue opere toccano questioni sociali, umanitarie ed ecologiche includendo argomenti come i senzatetto, l’emarginazione e le relazioni tra vittime e carnefici.
Come materiali usa sale, zucchero, carta e oggetti trovati, creando installazioni in situ a grande scala, trasformando spesso gli spazi in cui lavora.

## Mostre

### Anni novanta
- Nel 1994, Sigalit Landau partecipa alla mostra collettiva Transit utilizzando come sito per le installazioni il quinto piano della stazione centrale di Tel Aviv, un luogo abbandonato usato in passato come nascondiglio dai senzatetto.[4] Nel medesimo anno prende parte a Export Surplus, una mostra di strada della Galleria Bograshov. Gli spettacoli fanno parte di ArtFocus 1 ed entrambe le prime mostre trattano il tema del nomadismo.
- Nel 1995 espone la sua opera Iron Door Tent con Guy Bar Amotz al Museo d'Israele a Gerusalemme.
- Nel 1996 espone Voorkerk 5 al Kunstinstituut Melly a Rotterdam creando installazioni con articoli per la casa e materiali da costruzione.[5] Dopo quest'esperienza realizza Resident Alien I.[6]
- Nel 1997 rappresenta Israele alla 47ª edizione della Biennale di Venezia partecipando al progetto collettivo Documenta X con Resident Alien. Per realizzare quest'opera, Landau martella il pavimento in metallo di un container merci fino a ottenere dei solchi che ricordano il paesaggio del deserto della Giudea.
- Nel 1999 espone i suoi lavori alla Chisenhale Gallery, Londra, e poi alla Spacex di Exeter.[7]

### Anni 2000

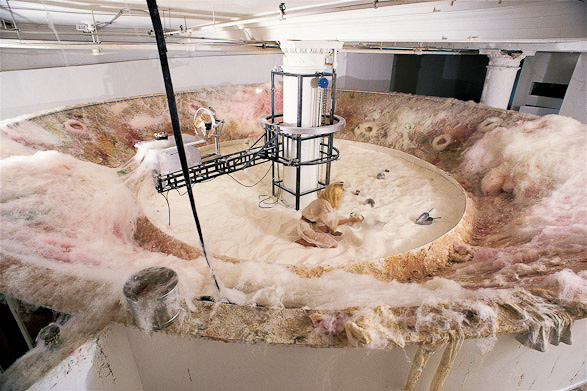
Sigalit Landau all'interno del cratere di zucchero filato del Thread Waxing

- Nel 2001 Sigalit Landau trasforma il Thread Waxing, una fabbrica tessile dei primi anni del Novecento, in un cratere di zucchero filato. Per realizzare questo progetto utilizza quattro tonnellate di zucchero. La mostra dura ben cinque settimane, durante le quali Landau si esibisce all'interno del cratere facendo girare intorno a sé e al pubblico le fibre di zucchero al ritmo della musica di "Arab-Snow".[8]
- Nel 2002 collabora con il giornale Haaretz realizzando sculture in cartapesta a forma di frutta, composte da pagine di giornale essiccate al sole. Le sculture vengono in seguito utilizzate per l'installazione di The Country, opera del medesimo anno, esposta alla galleria di Alon Segev, Tel Aviv.[9]
- Nel 2005 realizza DeadSee, un'installazione video dove il soggetto della scena è una spirale dal diametro di sei metri composta da 500 angurie, tenute assieme da 250 metri di corda, che galleggia sul Mar Morto. Landau è inizialmente circondata e protetta dalle angurie all’interno della spirale che progressivamente si srotola.[10] Sia il corpo dell’artista sia la frutta sono prive di protezione esterna ed entrambe sono esposte al contatto con l’acqua salina. Per Landau l’utilizzo delle angurie e la loro trasformazione tramite il sale esprimono il paradosso del costante mutamento della materia e dell’instabilità della realtà.[11] Sigalit Landau - DeadSee 2005, Mar Morto

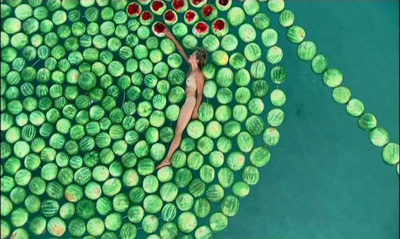
Sigalit Landau - DeadSee 2005, Mar Morto

- Nel 2007 esibisce The Dining Hall presso il Kunst Werke Institut di Berlino realizzando una catena di installazioni che trattano tematiche come alimentazione e fame.
- Nel 2008 il suo lavoro Imaginary Coordinates appare allo Spertus Museum di Chicago. Nello stesso anno espone al Museum of Modern Art di New York[12] e al Kunst Werke Institut di Berlino.
- Nel 2012 espone la sua opera Caryatid al museo d'arte del Negev, Be'er sheva, Israele.[13]
- Nel 2015, il MACBA Museo de Arte Contemporáneo di Barcellona ospita una semi-retrospettiva del suo lavoro.
- Nel 2019 espone il suo lavoro Salt Years al Museum der Moderne di Salisburgo.

## Salt Years
Il Mar Morto è fonte d'ispirazione per Sigalit Landau e le sue opere fin dagli anni novanta. La tecnica di realizzazione consiste nell'immergere oggetti di varie dimensioni nel Mar Morto, affinché questi, con il passare del tempo, si cristallizzino a causa dell'alta salinità dell'acqua. Alcuni di questi oggetti sono fatti a mano, con particolare attenzione ai significati simbolici del materiale adoperato: reti da pesca, filo spinato, scarponi, divise, tutù, effetti personali. Sigalit Landau, che lavora assieme a un gruppo di collaboratori, edifica anche tettoie e impalcature per metà subacquee e per metà in emersione.
L'idea nasce dal volere dare vita a qualcosa di nuovo, anche in un ambiente geograficamente sterile. Il lavoro dell'artista investe inoltre il campo della memoria, con il sale come strumento di conservazione degli oggetti. Il processo di trasmutazione viene presentato anche come esempio di crescita e speranza per la futura coesistenza dei tre popoli di Israele, Giordania e Palestina i quali confinano con le rive del Mar Morto.
Da diverso tempo Landau persegue il sogno di un Salt Bridge, un utopistico pontile in mezzo al Mar Morto, che funga come punto d'incontro fra le tre nazioni.
Nel 2019 questi lavori sono stati presentati nel libro Salt Years, che contiene un catalogo di immagini con installazioni e opere realizzate dall'artista negli ultimi anni.

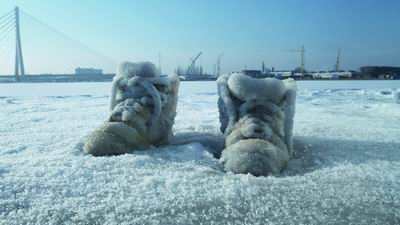
Scarpe nel lago salato

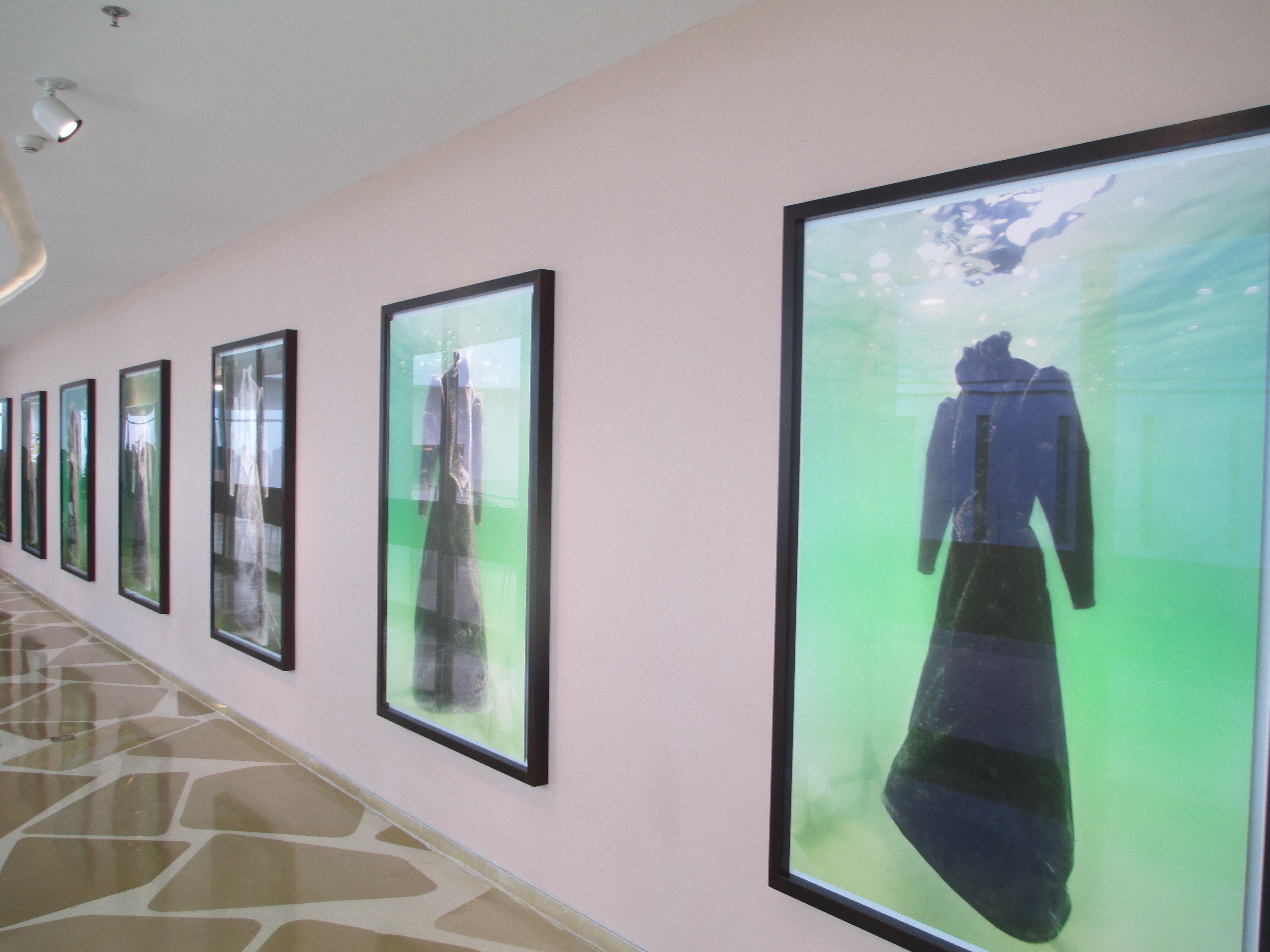
Mostra su Salt Years

## Premi e riconoscimenti
- 1993 Premio per la scultura, Jewish National Fund (USA).
- 2000 Vincitrice del concorso per commissioni Art Angel -Times 2000, Londra.
- 2001 Premio per l'acquisizione, Museo d'arte, Tel Aviv.
- 2001 Premio Giovane Artista, Ministero della Scienza, della Cultura e dell'Istruzione, Israele.
- 2004 Premio Beatrice S. Kolliner per giovani artisti israeliani, Gerusalemme.
- 2004 Premio per l'arte israeliana della Fondazione Nathan Gottesdiener, Museo d'arte, Tel Aviv.
- 2007 Premio Sandel Family Foundation per la scultura.
- 2016 Premio Sandberg per l'arte israeliana.
- 2017 Laurea ad Honorem presso l'Università Ben Gurion del Negev.
- 2017 Ordre des Arts et des Lettres - Chevalier.
- 2019 Laurea ad Honorem presso l'Università d'Israele.

## Collezioni
Opere di Sigalit Landau sono inserite nelle seguenti collezioni:
- MOCAK (Muzeum Sztuki Współczesnej), nella Fabbrica Schindler, Cracovia
- MOMA Museum of Modern Art, New York
- Magasin III, Stoccolma
- Museum of Jewish Heritage, New York
- MACBA Museo de Arte Contemporáneo, Barcellona
- Museo d'Israele (in ebraico מוזיאון ישראל)
- Collezione Pomeranz
- Collezione Tiroch DeLeon
- Museo d'arte di Tel Aviv (in ebraico מוזיאון תל-אביב)